# Диво месо
„Дивљач” (мкд. Диво месо) је југословенски и македонски ТВ филм из 1984. године. Режирао га је Слободан Унковски а сценарио је написао Горан Стефановски.

## Улоге
| Глумац            | Улога                |
| ----------------- | -------------------- |
| Ацо Ђорчев        | Димитрија Андрејевић |
| Ненад Стојановски | Андреја              |
| Мето Јовановски   | Симон                |
| Стево Спасовски   | Херцог               |
| Петар Темелковски | Херман Клаус         |
| Димче Мешковски   | Сивикј               |
| Ленче Делова      | Проститутка 0.       |
| Крум Стојанов     |                      |
| Милица Стојанова  | Марија               |

Остале улоге ▼
| Глумац            | Улога   |
| ----------------- | ------- |
| Благоја Чоревски  | Стефан  |
| Ванчо Петрушевски | Ацо     |
| Видосава Грубач   | Бајацка |
| Шишман Ангеловски | Поп     |
| Лиле Вељанова     | Сара    |
| Снежана Стамеска  | Вера    |